# 氷と炎の歌の用語集
氷と炎の歌の用語集（こおりとほのおのうたのようごしゅう）では、ジョージ・R・R・マーティン著のファンタジー小説シリーズである『氷と炎の歌』、及びこれを原作としたドラマシリーズ『ゲーム・オブ・スローンズ』と『ハウス・オブ・ザ・ドラゴン』の中で用いられる用語について説明し、氷と炎の歌の世界、氷と炎の歌の諸名家、氷と炎の歌の登場人物などへのリンクを提供する。
本シリーズの第1部から第3部には岡部宏之による旧版と、酒井昭伸による新訳語を用いた改訂新版が存在し、両版の間では多くの名称の日本語訳が変更されているが、以下においては新訳語を用いる。
特に断りのない限り、『氷と炎の歌』の本シリーズでの用語である。『炎と血』での用語はその旨を示す。

## あ行
| アーサー・カースターク             | アーノルフ・カースタークの次男。ゲーム・オブ・スローンズには登場しない。 |
| アーサー・デイン                   | ドーンの〈喜びの塔〉でエダード・スタークと戦った〈王の盾〉の騎士でマーテル家の旗主。 |
| アーチメイスター・マーウィン       | 〈魔法使い〉の異名をとる〈知識の城〉の大メイスター。ゲーム・オブ・スローンズには登場しない。 |
| アーチメイスター・エブローズ       | オールドタウンの〈知識の城〉でサムが師事する大メイスター。ゲーム・オブ・スローンズオリジナル。 |
| アーノルフ・カースターク           | リカード・カースタークの叔父。カーホールド城の城代。ゲーム・オブ・スローンズには登場しない。 |
| サー・アーラン・オブ・ペニーツリー | 『草臥しの騎士』に登場する放浪の騎士。ダンカン・ザ・トールが従士としてかつて仕えた。「ダンクとエッグ」に登場。 |
| アイス                             | エダード・スタークが所持していたヴァリリア鋼の大剣。 |
| アイリー城                         | 高巣城。アリンの谷間にあるアリン家の本拠。 |
| 〈赤い毒蛇〉                       | オベリン・マーテルのあだ名。戦いでしばしば武器に毒を塗ることに由来。 |
| 〈赤きドラゴン〉                   | 〈ブラックファイアの反乱〉におけるデイロン・ターガリエン二世のあだ名。ターガリエン家の紋章から。ダンクとエッグで語られる。 |
| 〈赤草ヶ原の戦い〉                 | 〈ブラックファイアの反乱〉を終結させた戦い。ダンクとエッグで語られる。 |
| 〈赤の王城〉                       | レッド・キープ。キングズランディングにある王の住む城。 |
| 『紅(あか)の女』                   | 『ゲーム・オブ・スローンズ』第六シーズン第一話の邦題。メリサンドルのあだ名でもある。 |
| アクセル・フロレント               | スタニス・バラシオンの王妃セリースの叔父。ゲーム・オブ・スローンズには登場しない。 |
| アシャ・グレイジョイ               | ベイロン・グレイジョイの唯一の娘で最年長の子。ゲーム・オブ・スローンズではヤーラ。 |
| アシャラ・デイン                   | ジョン・スノウの母であるとキャトリンが推測する女性。ドーンのスターフォール城主の娘。 |
| アスタポア                         | 奴隷商人湾の都市。〈善良なる親方〉が去勢兵の〈穢れなき軍団〉を訓練し販売する。 |
| アゾル・アハイ                     | ル=ロールの宗教で予言される救世主。 |
| アッシャイ                         | エッソス大陸東岸の都市。秘密の知識が蓄えられる。 |
| 〈数多(あまた)の顔をもつ神〉       | ブレーヴォスの〈顔のない男たち〉が信仰する神。 |
| 『新たな時代』                     | 『ゲーム・オブ・スローンズ』第三シーズン第一話の邦題。 |
| 『新たな戦いの幕開け』             | 『ゲーム・オブ・スローンズ』第五シーズン第一話の邦題。 |
| 『嵐の申し子』                     | 『ゲーム・オブ・スローンズ』第七シーズン第二話の邦題。デナーリスの呼び名から。 |
| アラックス                         | ルケアリーズ・ヴェラリオンのドラゴン。『炎と血』及び『ハウス・オブ・ザ・ドラゴン』に登場する。 |
| アリア・スターク                   | エダード・スタークの次女〈運河の猫〉。 |
| アリアン・マーテル                 | ドーラン・マーテルの長女で世継ぎ。ゲーム・オブ・スローンズでは存在しない。 |
| アリオ・ホター                     | ノーヴォス出身の、ドーラン・マーテルの衛士長。 |
| アリザー・ソーン                   | 〈壁〉の武術指南役。 |
| アリサン・モーモント               | 〈熊の島〉の女領主メイジ・モーモントの娘で世継ぎ。ゲーム・オブ・スローンズには登場しない。 |
| アリス・オークハート               | 〈王の盾 〉の騎士。ミアセラ・バラシオンを護衛してドーンに向かう。ゲーム・オブ・スローンズには登場しない。 |
| アリス・カースターク               | スターク家の旗主リカード・カースタークの娘。 |
| アリセント・ハイタワー             | ヴィセーリス・ターガリエン1世の二番目の王妃。〈双竜の舞踏〉で翠装派を率いる。『炎と血』及び『ハウス・オブ・ザ・ドラゴン』に登場。 |
| アリック                           | 『炎と血』および『ハウス・オブ・ザ・ドラゴン』に登場する〈王の盾〉の双子の騎士エリックの片割れ。 |
| アリン家                           | アリンの谷間の最上位の領主で東部総督を務める名家。〈山と谷間の王〉の後裔。 |
| アリンの谷間                       | 〈月の山脈〉に囲まれたかつての七王国のひとつ。最上位の領主家はアリン家。 |
| アレイン・ストーン                 | ピーター・ベイリッシュの落とし子を名乗るサンサ・スタークの仮名。ゲーム・オブ・スローンズでは登場しない。 |
| アレラス                           | 〈知識の城〉の侍者。弓の名手〈スフィンクス〉。ゲーム・オブ・スローンズには登場しない。 |
| アンガイ                           | ドーン境界地方出身で〈旗印のない兄弟団〉の弓の名手。 |
| 〈暗黒の姉妹〉                     | ダークシスター。エイゴン征服王の姉にして妻ヴィセーニアが所持していたヴァリリア鋼の宝剣。のちにデイモン王子が受け継ぐ。 |
| 暗黒房                             | キングズランディングの独房。 |
| アンダル人                         | 〈最初の人々〉が住んでいたウェスタロスを征服した民族。諸名家の多くがその子孫。 |
| アンバー家                         | スターク家の旗主で〈最後の炉端城〉(ラスト・ハース)の城主。 |
| 『イーストウォッチ』               | 『ゲーム・オブ・スローンズ』第七シーズン第五話の邦題 |
| イーストウォッチ・バイ・ザ・シー   | 〈海を望む東の物見城〉。〈壁〉の東部の海に面した城。 |
| イェッザン                         | 原作ではティリオン、ジョラー、ペニーを買い取るユンカイの富裕な奴隷商人〈賢明なる親方〉。ゲーム・オブ・スローンズではティリオンとジョラーを買い取るミーリーンの〈偉大なる親方〉。 |
| 烏賊                               | グレイジョイ家の紋章がクラーケンであるため、しばしばグレイジョイ家の呼び名となる。 |
| 〈異客〉                           | 七神正教の七つの神性の一つ。謎と死を象徴する。 |
| 『異客の書』                       | 『ゲーム・オブ・スローンズ』第六シーズン第四話の邦題。 |
| 〈異形〉                           | 〈他者〉。〈壁〉の北に住む超自然的な存在。人間の敵。〈白い歩行者〉(ホワイト・ウォーカー)。ドラゴングラス(黒曜石)かヴァリリア鋼の武器でのみ倒すことが出来る。 |
| イグリット                         | 〈野人〉の〈槍の妻〉。 |
| 〈石の心〉                         | 死から甦り〈旗印なき兄弟団〉を率いるキャトリン・スターク。ゲーム・オブ・スローンズは登場しない。 |
| イゼンバロ                         | ブレーヴォスで公演する劇団の長 |
| 「一族、本分、名誉」               | タリー家の標語。 |
| 古の神々                           | 〈森の子ら〉から〈最初の人々〉に伝えられた宗教。 |
| イリ                               | デナーリス・ターガリエンの侍女。 |
| イリーン・ペイン                   | 王の首切り役人。舌を切り取られたため口がきけない。 |
| イリリオ・モパティス               | ペントスの豪商。デナーリス・ターガリエンを援助する。 |
| インプ                             | 小鬼。ティリオン・ラニスターの蔑称。 |
| ヴァーガー                         | かつて、エイゴン・ターガリエン征服王の姉にして妻のヴィセーニア・ターガリエンが騎乗し、のちにレーナ・ヴェラリオン、さらにはエイモンド・ターガリエンが騎乗したドラゴン。〈双竜の舞踏〉時代では存命最大のドラゴン。                                                                          |
| ヴァーゴ・ホウト                   | 〈勇武党〉別名〈血みどろ劇団〉の傭兵隊長。クォホール出身。ゲーム・オブ・スローンズには登場しない。 |
| ヴァーマックス                     | ジャセアリーズ・ヴェラリオンの騎乗する若いドラゴン。 |
| ヴァーミサ―                        | ジェヘアリーズ1世、のちに落とし子ヒューが騎乗する、ヴァーガーに次ぐ巨大なドラゴン |
| ヴァエス・ドスラク                 | ドスラクの海にあるドスラク人の都市。 |
| ヴァラミア                         | 〈六つの皮をもつ男〉。狼、影猫、雪熊を使役する〈皮装者〉(スキンチェンジャー)の〈野人〉。 |
| ヴァリス                           | 王の小議会の一員であるスパイの頭である宦官〈蜘蛛〉｡ |
| ヴァリリア                         | かつてエッソス大陸を支配した古代帝国の名前でありその発祥の地。 |
| ヴァリリア鋼                       | ヴァリリア帝国産の強靭な鋼鉄。作る技術は失われ、鍛えなおされるのみ。ドラゴン鋼。 |
| ヴァル                             | マンス・レイダーの妻ダラの妹。ゲーム・オブ・スローンズには登場しない。 |
| ウィアウッド                       | 樹は白く葉は赤い落葉樹。〈古の神々〉の顔が彫られ、〈神々の森〉の中心におかれる。 |
| ヴィクタリオン・グレイジョイ       | ベイロン・グレイジョイの弟で、鉄水軍の海将。ゲーム・オブ・スローンズには登場しない。 |
| ヴィセーニア・ターガリエン         | エイゴン征服王の姉にして妻。ターガリエン王朝第三代メイゴル残酷王の母。『炎と血』に登場。ドラゴン"ヴァーガー"に騎乗する。 |
| ヴィセーニア・ターガリエン         | 〈双竜の舞踏〉の時代、レイニラ・ターガリエン王女とデイモン・ターガリエン王子の間に生まれた第三子。『炎と血』および『ハウス・オブ・ザ・ドラゴン』に登場。 |
| ヴィセーリオン                     | デナーリス・ターガリエンの三頭のドラゴンのうちの一頭。白竜。兄ヴィセーリスにちなむ。 |
| ヴィセーリス・ターガリエン1世      | ターガリエン王朝第5代の王。第4代ジェヘアリーズ・ターガリエン王の孫。『炎と血』、『ハウス・オブ・ザ・ドラゴン』に登場。 |
| ヴィセーリス・ターガリエン         | 狂王エイリスの次男で世継ぎ。デナーリスの兄。 |
| ヴィセーリス・ターガリエン         | 〈双竜の舞踏〉の時代、レイニラ・ターガリエン王女とデイモン・ターガリエン王子の間に生まれた第二子。『炎と血』および『ハウス・オブ・ザ・ドラゴン』に登場。 |
| ウィドウズ・ウェイル               | 〈未亡人の嘆き〉。アイスから鍛え直された剣の一つ。タイウィンからジョフリーに贈られる。 |
| ウィラ                             | ジョン・スノウの母とされる、ドーンのスターフォール城のデイン家に仕えた乳母。 |
| ウィラス・タイレル                 | メイス・タイレルの足が不自由な長男。ゲーム・オブ・スローンズには登場しない。 |
| ウィンターフェル                   | 北部にあるスターク家の本拠の城。 |
| 『ウィンターフェル』               | 『ゲーム・オブ・スローンズ』第八シーズン第一話の邦題。 |
| ヴェイモンド・ヴェラリオン         | コアリーズ・ヴェラリオンの弟でヴェラリオン海軍の指揮官。『炎と血』に登場。 |
| ウェスターランド                   | かつての七王国のひとつでウェスタロス西部の一地方。ラニスター家が最上位の領主家。 |
| ウェスタロス                       | 七王国のある大陸。南アメリカ大陸ほどの広さ。 |
| ヴェラリオン家                     | ターガリエン家の姻戚であるヴァリリア人の名家。ドリフトマーク島を領する。 |
| ウォーグ(狼潜り)                   | スキンチェンジャー(皮装者)とも呼ばれる。動物の心に入り込み操ることが出来る者。 |
| ウォーター・ガーデンズ             | マーテル家の夏宮殿。 |
| ウォーターズ                       | 王室領で落とし子に与えられる姓。 |
| ヴォランティス                     | エッソス大陸の南西部、ロイン河の河口に位置する自由都市。 |
| ウォルダー・フレイ                 | 双子城城主。タリー家の旗主。多くの子孫をもつ老人。 |
| ウォルダー・リヴァーズ             | ウォルダー・フレイの落とし子 |
| ウォルダ・フレイ                   | ウォルダー・フレイの孫でルース・ボルトンの妻 |
| 「氏神は復讐の女神」               | バラシオン家の標語。 |
| 〈海の石の御座〉                   | 鉄諸島の最上位の領主の地位。 |
| 〈海を望む東の物見城〉             | イーストウォッチ・バイ・ザ・シー。〈壁〉の東部の海に面した城。 |
| エイゴン・ターガリエン             | ゲーム・オブ・スローンズにおいて、ジョンの真の名として明かされる。 |
| エイゴン・ターガリエン             | レイガー・ターガリエンとエリア・マーテルの死んだはずの息子〈若きグリフ〉。ゲーム・オブ・スローンズには登場しない。 |
| エイゴン・ターガリエン一世         | 妻でもある二姉妹とともに竜を操り七王国を征服したターガリエン王朝初代。征服王。『炎と血』に登場。 |
| エイゴン・ターガリエン二世         | 〈双竜の舞踏〉と呼ばれる内乱で腹ちがいの姉レイニラと王位を争って勝利した王。ヴィセーリス1世王とアリセント王妃の間に生まれた第一子。『炎と血』および『ハウス・オブ・ザ・ドラゴン』に登場。                                                                                                 |
| エイゴン・ターガリエン三世         | 〈双竜の舞踏〉の時代にレイニラ・ターガリエン王女とデイモン・ターガリエン王子の間に生まれた第一子。『炎と血』および『ハウス・オブ・ザ・ドラゴン』に登場。 |
| エイゴン・ターガリエン五世         | 狂王エイリスの祖父(ゲーム・オブ・スローンズでは父)。幸運王、エッグ。『ダンクとエッグの物語』シリーズの主役。 |
| エイニス・ターガリエン             | ターガリエン王朝第二代の王。エイゴン征服王と妻にして妹のレイニスの間に生まれた長男。『炎と血』に登場。 |
| エイモリー・ローチ                 | ラニスター家の旗主。 |
| エイモンド・ターガリエン           | ヴィセーリス1世王とアリセント王妃の間に生まれた第三子。『炎と血』および『ハウス・オブ・ザ・ドラゴン』に登場。ドラゴン"ヴァーガー”に騎乗する。片目を失い眼帯を着ける。 |
| エイリス・ターガリエン二世         | 狂王。ターガリエン王朝最後の王。エイゴン・ターガリエン五世の孫(ゲーム・オブ・スローンズでは子)。 |
| エイロン・グレイジョイ             | ベイロン・グレイジョイの末弟で溺神の祭主、〈濡れ髪〉。 |
| エダード・スターク                 | スターク家の当主。北部総督。ウィンターフェルの城主。愛称はネッド。 |
| エッグ                             | エイゴン・ターガリエン五世の愛称。『ダンクとエッグの物語』の主人公。 |
| エッソス                           | ウェスタロスの東側、狭い海の向こう側にある大陸。 |
| エディソン・トレット               | ドロラス・エッド、陰気なエッド。〈冥夜の守人〉の雑士。 |
| エドミュア・タリー                 | ホスター・タリーの長男でキャトリンの弟。 |
| エドリック・ストーム               | ロバート・バラシオン王の落とし子、ゲーム・オブ・スローンズには登場しない。 |
| エラリア・サンド                   | オベリン・マーテルの愛人。ドーン出身の落とし子。年少の4人の〈砂蛇〉たちの母。 |
| エリア・サンド                     | オベリン・マーテルの落とし子の娘である〈砂蛇〉の一人。エラリア・サンドの娘。ゲーム・オブ・スローンズには登場しない。 |
| エリア・マーテル                   | ドーラン・マーテルの妹、オベリンの姉。レイガー・ターガリエンの妻で故人。 |
| エリオン・ターガリエン             | 『草臥しの騎士』に登場する王子でエイゴン・ターガリエン五世の次兄。 |
| エリック                           | 『炎と血』および『ハウス・オブ・ザ・ドラゴン』に登場する〈王の盾〉の双子の騎士アリックの片割れ。 |
| 炎素                               | ギリシャ火薬のような燃える液体。キングズランディングの防衛に用いられる。 |
| オールドタウン                     | 河間平野にある古都。メイスター達の本拠である〈知識の城〉がある。ハイタワー家の領地。 |
| オーレイン・ウォーターズ           | トメン・バラシオン王の小評議会の海相。ゲーム・オブ・スローンズには登場しない。 |
| オーワイル                         | エイゴン王に仕えるグランド・メイスター |
| 『王国の激突』                     | 原作第二部『王狼たちの戦旗』に基づいたゲーム・オブ・スローンズのシーズン2の日本語副題。 |
| 〈王殺し〉                         | ジェイミー・ラニスターの蔑称。〈王の盾〉でありながら狂王エイリスを殺したことに由来。 |
| 『黄金の冠』                       | 『ゲーム・オブ・スローンズ』第一シーズン第六話の邦題。 |
| 〈黄金兵団〉                       | 〈ブラックファイアの反乱〉の敗者がエッソスに亡命し設立した傭兵集団。 |
| オウス・キーパー                   | 〈誓約を果たすもの〉。アイスから鍛え直された剣の一つ。ジェイミーがブライエニーに贈る。 |
| 王室領                             | 七王国の王の直轄領。キングズランディングやドラゴンストーンなど。 |
| 『王女と王妃』                     | 『ハウス・オブ・ザ・ドラゴン』第一シーズン第六話の邦題 |
| 『王弟』                           | 『ハウス・オブ・ザ・ドラゴン』第一シーズン第二話の邦題 |
| 〈王都の守人〉                     | 王都の守備隊。金マント。 |
| 〈王の手〉                         | 王の宰相。 |
| 〈王の盾〉                         | 王の護衛騎士団。独身の誓いを立て、白いマントを着る。 |
| 〈王の道〉                         | ウェスタロス大陸の中央を南北に走る道。 |
| 『王の道』                         | 『ゲーム・オブ・スローンズ』第一シーズン第二話の邦題。 |
| 『王の乱立』                       | 『ゲーム・オブ・スローンズ』第二シーズン第一話の邦題｡ |
| 狼                                 | スターク家の紋章であり、しばしばスターク家の呼び名となる。 |
| 『狼と獅子』                       | 『ゲーム・オブ・スローンズ』第一シーズン第五話の邦題。 |
| 狼潜り(ウォーグ)                   | スキンチェンジャー(皮装者)とも呼ばれる。動物の心に入り込み操ることが出来る者。 |
| 『王狼たちの戦旗』                 | 『氷と炎の歌』シリーズの第二部。A Clash of Kings。 |
| 『贈り物』                         | 『ゲーム・オブ・スローンズ』第五シーズン第七話の邦題。 |
| オシャ                             | 元〈野人〉でウィンターフェルに仕える召使。 |
| オズマンド・ケトルブラック         | サーセイ〈摂政太后〉の腹心。オズニー、オスフレッドとの三兄弟。ゲーム・オブ・スローンズには登場しない。 |
| オセル・ヤーウィック               | 〈冥夜の守人〉の指揮官の一人。 |
| オットー・ハイタワー               | ヴィセーリス・ターガリエン1世王の〈王の手〉。『炎と血』、『ハウス・オブ・ザ・ドラゴン』に登場。 |
| 落とし子                           | 七王国における高貴な人物の私生児の呼び名。相続権がなく差別され、地域によって特定の名字が与えられる。 スノウ(北部)、パイク(鉄諸島)、リヴァーズ(リヴァーランド)、ストーン(アリンの谷間)、ヒル(西部)、ストーム(ストームランド)、ウォーターズ(王室領)、フラワーズ(河間平野)、サンド(ドーン)。 |
| 『落とし子の戦い』                 | 『ゲーム・オブ・スローンズ』第六シーズン第九話の邦題。 |
| 〈落とし子の戦い〉                 | ウィンターフェル城前の野で、共に落とし子であるジョン・スノウとラムジー・スノウが臨んだ戦い |
| 〈乙女〉                           | 七神正教の七つの神性の一つ |
| オバラ・サンド                     | オベリンの落とし子の娘である〈砂蛇〉の最年長。 |
| オベラ・サンド                     | オベリンの落とし子の娘である〈砂蛇〉のひとり。エラリア・サンドの娘。ゲーム・オブ・スローンズには登場しない。 |
| オベリン・マーテル                 | ドーラン・マーテルの弟。〈赤い毒蛇〉とあだ名される。〈砂蛇〉たちの父。 |
| オリー                             | 〈野人〉に襲われた村の生き残りで、イグリットに父を殺された少年。ゲーム・オブ・スローンズのみ登場。 |
| オリヴァー                         | ピーター・ベイリッシュのスパイの男娼。ゲーム・オブ・スローンズオリジナルの登場人物。 |
| オレナ・レッドワイン               | メイス・タイレルの母〈茨の女王〉。 |
| 「折れぬ、枉げぬ、まつろわぬ」     | マーテル家の標語。 |
| オレル                             | 〈野人〉の皮装者。 |
| 〈温顔の男〉                       | ブレーヴォスの〈黒と白の館〉の〈数多の顔をもつ神〉の祭司〈親切な男〉。ゲーム・オブ・スローンズには登場せず。 |
| 『女剣士と熊』                     | 『ゲーム・オブ・スローンズ』第三シーズン第七話の邦題。 |

## か行
| カースターク家               | スターク家の旗主で親戚。カーホールド城の領主。カーロン・スタークの血を引く。 |
| カースル・ブラック           | 〈黒の城〉。〈冥夜の守人〉が守る〈壁〉最大の城。 |
| カーホールド城               | カースターク家の本拠 |
| ガーラン・タイレル           | メイス・タイレルの次男であだ名は〈高士〉。ゲーム・オブ・スローンズには登場しない。 |
| カール・ジャークォ           | かつてのカール・ドロゴのコー。カール・ドロゴが病を得た時に見捨てて立ち去る。ゲーム・オブ・スローンズには登場しない。                                                                                       |
| カール・タナー               | 〈冥夜の守人〉の一員で反逆者の指導者。ゲーム・オブ・スローンズオリジナルの登場人物。 |
| カール・ドロゴ               | ドスラク人の族長。デナーリスの夫。 |
| カール・モロ                 | ゲーム・オブ・スローンズにおいてデナーリスを捕えるドスラク人の首長。 |
| 鎧骨公                       | 骨の鎧を着る〈野人〉の戦頭 |
| 〈蛙面の妖婆〉               | かつてサーセイに不吉な予言をした老婆〈蛙のマギー〉。 |
| 〈顔のある島〉               | かつて〈森の子ら〉と〈最初の人々〉との間に条約が結ばれた、〈神の目〉湖の中にある島。 |
| 〈顔のゲーム〉               | 〈顔のない男たち〉の訓練。互いに虚実を交えた話をし、嘘を見分けると相手を打つ。 |
| 〈顔のない男たち〉           | ブレーヴォスの暗殺者ギルド。〈黒と白の館〉が本拠。 |
| 河間平野                     | かつての七王国のひとつで最上位の領主家はタイレル家。リーチ。 |
| 〈影の塔〉                   | シャドウ・タワー。〈黒の城〉の西方にある〈壁〉の砦。 |
| 影の土地                     | エッソスの東、アッシャイの隣にある土地。 |
| 〈鍛冶〉                     | 七神正教の七つの神性の一つ |
| 〈火素〉                     | 爆発的に燃える液体 |
| 『勝つか死ぬか』             | 『ゲーム・オブ・スローンズ』第一シーズン第七話の邦題 |
| 〈蟹餌作り〉                 | 〈双竜の舞踏〉の時代に〈踏み石諸島〉を占領した三頭市のうちミア出身のクラガスのあだ名。敵を海辺に縛り付けて蟹の餌にしたことから。『炎と血』および『ハウス・オブ・ザ・ドラゴン』に登場する。                 |
| 『鐘』                       | 『ゲーム・オブ・スローンズ』第八シーズン第五話の邦題 |
| 〈鐘の戦い〉                 | 〈ロバートの反乱〉の間、ストーニーセプトでジョン・コニントンがロバートやエダードらに敗北した戦い |
| 〈寡妃の会〉                 | ヴァエス・ドスラクに住む事を強制されるドスラク人の族長の寡婦たち |
| 〈壁〉                       | 8000年前に魔法で建てられた高さ200m、長さ480kmの氷の壁 |
| 『壁の決断』                 | 『ゲーム・オブ・スローンズ』第五シーズン第五話の邦題 |
| 『壁の向こう』               | 『ゲーム・オブ・スローンズ』第七シーズン第六話の邦題 |
| 〈壁の向こうの王〉           | マンス・レイダーの別称 |
| 〈神々の森〉                 | 〈古の神々〉を祭る森。中心にはウィアウッドの〈心の木〉が植えられている |
| 〈神の目〉湖                 | リヴァーランドにある湖。〈顔のある島〉が浮かび、畔には〈ハレンの巨城〉が立つ |
| カラクセス                   | ヴィセーリス1世王の弟デイモン・ターガリエンのドラゴン |
| 鴉                           | 伝書鳩のように通信に使われる鳥。黒い装束の〈冥夜の守人〉を見下したあだ名でもある。 |
| 〈鴉の眼〉                   | ユーロン・グレイジョイのあだ名 |
| 岩石海岸                     | 北部の西側にある海岸 |
| 関門橋                       | 双子城に守られるトライデント河の緑の支流の渡り場。交通の要地。 |
| 「聞け、わが咆哮を！」       | ラニスター家の標語 |
| ギス帝国                     | かつてヴァリリア帝国と覇権を争い滅びた、奴隷商人湾にあった帝国。 |
| 『義なき男』                 | 『ゲーム・オブ・スローンズ』第二シーズン第七話の邦題 |
| ギフト                       | 補給のために〈冥夜の守人〉に〈北の王〉から与えられた、〈壁〉の南にある帯状の土地 |
| 〈キャスタミアの雨〉         | タイウィン・ラニスターが厳しく抑え込んだキャスタミアの旗主レイン家の反乱を語った歌 |
| 『キャスタミアの雨』         | 『ゲーム・オブ・スローンズ』第三シーズン第九話の邦題 |
| キャスタリーロック           | ラニスター家の本拠地 |
| キャトリン・スターク         | エダード・スタークの妻。タリー家出身。エドミュアとライサの姉 |
| 〈九賤王の戦い〉             | ブラックファイア家の残党ら九人の率いる軍をウェスタロス軍が〈踏み石諸島〉で破った戦い |
| 境界地方                     | マーチ。河間平野とドーンの境界地域。しばしば争いが起きる。 |
| 巨人                         | 〈壁〉の北に住む巨大な体躯をもつ人に似た生物。 |
| キンヴァラ                   | ヴォランティスの〈紅の祭司〉の長。ゲーム・オブ・スローンズのみ登場。 |
| キングズガード               | 〈王の盾〉。王の護衛騎士団。白いマントを着、独身の誓いを立てる。 |
| キングズランディング         | 王都。かつてエイゴン征服王が最初に上陸した地 |
| 金マント                     | 〈王都の守人〉の呼び名 |
| クァース                     | エッソス大陸南東の商業都市。〈純粋者〉、〈薬味者のギルド〉、〈トルマリン協会〉、〈十三人組〉が抗争。 |
| サー・クァール               | レーナー・ヴェラリオンの恋人。 |
| クァイバーン                 | 破門されたメイスターでサーセイに仕える |
| [グウェイン・ハイタワー      | ハウス・オブ・ザ・ドラゴンに登場する、アリセント・ハイタワーの兄。 |
| クェイス                     | 木の仮面をつけた女影魔導師。デナーリスに向かって謎めいた予言をする。 |
| クェンティン・マーテル       | ドーラン・マーテルの長男でアリアンの弟。ゲーム・オブ・スローンズには登場しない。 |
| クォーリン                   | 〈冥夜の守人〉の哨士〈二本指のクォーリン〉。 |
| クォホール                   | エッソス大陸の巨大な森の中にある自由都市 |
| 『草臥しの騎士』             | 『ダンクとエッグの物語』シリーズの中編。旧題名は『放浪の騎士』 |
| 〈熊の島〉                   | 北部西岸沖にある島。スターク家の旗主モーモント家の領地。 |
| グラヴァー家                 | スターク家の旗主で〈深林の小丘城〉(ディープウッド・モット)の城主 |
| クラガス                     | 〈双竜の舞踏〉の時代に〈踏み石諸島〉を占領した三頭市のうちミア出身の指導者。敵を海辺に縛り付けて蟹の餌にしたことから〈蟹餌作り〉とあだ名される。『炎と血』および『ハウス・オブ・ザ・ドラゴン』に登場する。 |
| クラスター                   | 〈壁〉の北に住む〈野人〉の男。娘たちを妻とするが、〈冥夜の守人〉と友好関係にある。 |
| 〈クラスターの砦〉           | クラスターが娘かつ妻たちと暮らす、〈壁〉の北にある砦。しばしば〈冥夜の守人〉が休息する。 |
| グランド・メイスター         | 七王国の全メイスターの頭。キングズランディングで王に仕え小評議会に出席する。 |
| グランド・メイスター・メロス | ヴィセーリス1世王の助言者。『炎と血』、『ハウス・オブ・ザ・ドラゴン』に登場。 |
| クリストン・コール           | ヴィセーリス・ターガリエン1世王の〈王の盾〉の騎士、後に総帥。『炎と血』および『ハウス・オブ・ザ・ドラゴン』に登場。                                                                                        |
| グリフ                       | ジョン・コニントンが用いた偽名 |
| 〈グリフィンの寝ぐら〉城     | ストームランドにあるコニントン家の城 |
| グレイ・ワーム               | 去勢兵の軍団〈穢れなき軍団〉の司令官〈灰色の蛆〉 |
| グレイウィンド               | ロブ・スタークのダイアウルフ |
| グレイジョイ家               | 鉄諸島の最上位の領主家 |
| 〈グレイジョイの反乱〉       | 氷と炎の歌の9年前にベイロン・グレイジョイが起こし、失敗した反乱。息子達を失い、残ったシオンをスターク家に人質に出す結果を招く。                                                                            |
| グレイトジョン               | ジョン・アンバー。スターク家の旗主で〈最後の炉端城〉の領主。 |
| クレイン                     | アリアが暗殺を命じられる女優 |
| クレオス・フレイ             | ジェナ・ラニスターの息子。ジェイミー・ラニスターの従兄弟。ゲーム・オブ・スローンズには登場しない。 |
| クレオン大王                 | アスタポアの元肉屋。デナーリスの征服と移動後は王となる。 |
| クレガン・カースターク       | アーノルフ・カースタークの長男。ゲーム・オブ・スローンズには登場しない。 |
| グレガー・クレゲイン         | ラニスター家の旗主。サンダー・クレゲインの兄。巨躯で残忍な〈馬を駆る山〉。 |
| グレン                       | 〈冥夜の守人〉の一員、ジョン・スノウと同期 |
| 決闘裁判                     | 七王国で行われる決闘による裁判。告発された側した側のいずれも代理を選ぶことができる。 |
| 〈黒い扉〉                   | 〈壁〉の〈夜の砦〉にある扉。〈冥夜の守人〉だけが通り抜けられる。 |
| 鉄(くろがね)諸島             | ウェスタロス西岸沖にある諸島でかつての七王国のひとつ。最上位の領主家はグレイジョイ家。 |
| 鉄(くろがね)水軍             | 鉄諸島の艦隊 |
| 鉄人(くろがねびと)           | 鉄諸島出身の人々 |
| 〈黒きドラゴン〉             | 〈ブラックファイアの反乱〉におけるデイモン・ブラックファイアのあだ名。紋章に由来。「ダンクとエッグ」で言及。                                                                                               |
| 〈黒と白の館〉               | ブレーヴォスにある、〈顔のない男たち〉の信仰する〈数多の顔をもつ神〉の寺院 |
| 『黒と白の館』               | 『ゲーム・オブ・スローンズ』第五シーズン第二話の邦題 |
| 『黒の女王』                 | 『ハウス・オブ・ザ・ドラゴン』の第一シーズン第十話の邦題。 |
| 〈黒の城〉                   | カースル・ブラック。〈冥夜の守人〉の詰める〈壁〉最大の城。 |
| 『黒の城の死闘』             | 『ゲーム・オブ・スローンズ』第四シーズン第九話の邦題 |
| 〈黒の炎〉                   | デイモン・ブラックファイアが受け継いだターガリエン家の宝剣 |
| ゲーム・オブ・スローンズ     | HBOドラマシリーズ。第一部『七王国の玉座』の原題名"A Game of Thrones"から"A"を除いてある。 |
| ケヴァン・ラニスター         | タイウィン・ラニスターの弟。トメン王の摂政。 |
| 〈穢れなき軍団〉             | アスタポアで訓練され販売される去勢奴隷歩兵 |
| 『穢れなき軍団』             | 『ゲーム・オブ・スローンズ』第三シーズン第四話の邦題 |
| 芥子の汁                     | 鎮痛剤 |
| 『決戦前夜』                 | 『ゲーム・オブ・スローンズ』第二シーズン第八話の邦題 |
| 〈紅斑鴉〉(けっぱんがらす)   | ブリンデン・リヴァーズ。ブラッドレイブン。 |
| 血盟騎手                     | 忠誠を誓ったドスラク人の騎手 |
| 〈厳父〉                     | 七神正教の七つの神性の一つ |
| 『堅牢な家』                 | 『ゲーム・オブ・スローンズ』第五シーズン第八話の邦題。ハードホーム |
| 『剣嵐の大地』               | 『氷と炎の歌』シリーズ第三部。A Storm of Swords。 |
| ゴースト                     | ジョン・スノウの白子のダイアウルフ |
| コアリーズ・ヴェラリオン     | 強大な海軍を抱えるヴェラリオン家の当主にしてドリフトマーク島の領主。レイニス・ターガリエン王女の夫。『炎と血』、『ハウス・オブ・ザ・ドラゴン』に登場。〈海蛇〉。〈潮の主〉。                               |
| 〈香辛料の王〉               | クァースの有力者 |
| 工士                         | 〈冥夜の守人〉の役職で、〈壁〉の建設や修繕を行う。 |
| 〈五王の戦い〉               | ロバート王の死後、ジョフリー、ロブ、レンリー、スタニス、ベイロンが王を自称して起こした戦い |
| 氷と炎の歌                   | 『ゲーム・オブ・スローンズ』ではデナーリスの幻視の中で亡兄レイガーが息子エイゴンの歌の名としてあげる。『ハウス・オブ・ザ・ドラゴン』ではターガリエン王朝初代エイゴン征服王が見た幻視を示す。               |
| 『氷と炎の歌』               | 『ゲーム・オブ・スローンズ』第七シーズンの邦題 |
| 『故郷』                     | 『ゲーム・オブ・スローンズ』第六シーズン第二話の邦題 |
| 『黒装の女王』               | 『ハウス・オブ・ザ・ドラゴン』第一シーズン第十話の邦題 |
| 黒装派                       | 『炎と血』および『ハウス・オブ・ザ・ドラゴン』に登場する、〈双竜の舞踏〉でアリセント王妃側についた派閥。レイニラの翠装派と対立する。                                                                       |
| 〈心の木〉                   | 〈神々の森〉の中心に立つ、顔の彫られたウィアウッドの木。その前では嘘をつけないとされる。 |
| 『古今の神々』               | 『ゲーム・オブ・スローンズ』第二シーズン第六話の邦題 |
| コター・パイク               | 〈壁〉の〈東の物見城〉の支隊長。ゲーム・オブ・スローンズには登場しない。 |
| 〈小鳥たち〉                 | 〈鉄の玉座〉のためにスパイ活動をする子供たち |
| 仔羊人                       | ドスラク人によるラザール人の呼び名。 |
| 『壊れたものたち』           | 『ゲーム・オブ・スローンズ』第一シーズン第四話の邦題 |

## さ行
| サー・アーラン・オブ・ペニーツリー | 『草臥しの騎士』に登場する放浪の騎士。ダンカン・ザ・トールが従士としてかつて仕えた。「ダンクとエッグ」に登場。                                                                                                 |
| サーセイ・バラシオン               | ロバート王の王妃。タイウィンの娘。ジェイミーの双子の姉で愛人。 |
| 『最後のスターク家』               | 『ゲーム・オブ・スローンズ』第八シーズン第四話の邦題。 |
| 〈最初の人々〉                     | 最初にウェスタロスに入植した人間。〈森の子ら〉と戦った後和平を結び共に〈異形〉と戦った。後にアンダル人に征服されたが、〈北部〉では〈最初の人々〉の血が濃く残る。                                               |
| 〈最後の炉端城〉                   | ラスト・ハース。スターク家の旗主アンバー家の居城。 |
| 『裁判』                           | 『ゲーム・オブ・スローンズ』第四シーズン第六話の邦題。 |
| 雑士                               | 〈冥夜の守人〉の役職。料理や掃除などの雑事を担当。 |
| サマー                             | ブラン・スタークのダイアウルフ。 |
| サムウェル・ターリー               | 〈冥夜の守人〉の一員でジョン・スノウの友人〈異形退治〉。 |
| サラドール・サーン                 | スタニス・バラシオンに雇われる海賊。 |
| ザロ・ゾアン・ダクソス             | クァースの豪商。〈十三人組〉の一人。 |
| 三姉妹諸島                         | 〈北部〉の東岸、ホワイト・ハーバー沖にある三つの島。 |
| サンサ・スターク                   | エダード・スタークとキャトリンの長女。 |
| サンスピア                         | ドーンにおけるマーテル家の本拠地。 |
| サンダー・クレゲイン               | ジョフリーの護衛。グレガーの弟。ハウンド(〈猟犬〉)。 |
| 〈簒奪者の戦争〉                   | 〈ロバートの反乱〉。物語の15年前に起き、ロバート、エダードらがターガリエン王朝を倒した反乱。 |
| 三姉妹諸島                         | 北部のホワイト・ハーバーの南にある三つの島 |
| サンド                             | ドーンで落とし子に与えられる姓。 |
| 三頭市                             | 自由都市のうちライス、ミア、タイロシュが組んだ同盟。〈双竜の舞踏〉の時代に〈踏み石諸島〉を占領する。 |
| シースモーク                       | レーナー・ヴェラリオン、後にはコアリーズ・ヴェラリオンの落とし子アダムが騎乗するドラゴン。 |
| シアラックス                       | ヴィセーリス1世王の娘レイニラ・ターガリエンのドラゴン |
| シェイ                             | ティリオン・ラニスターの愛人の娼婦でエッソス出身。 |
| ジェイソン・ラニスター             | ヴィセイーリス1世王の治世のキャスタリーロック領主。王の参議タイランドの双子の兄。『炎と血』および『ハウス・オブ・ザ・ドラゴン』に登場。                                                                        |
| ジェイミー・ラニスター             | タイウィンの息子、サーセイの双子の弟で愛人、ティリオンの兄。〈王の盾〉の一員。 |
| ジェイン・ウェスタリング           | ラニスター家の旗主の娘。ロブ・スタークの妻。ゲーム・オブ・スローンズには登場しない。 |
| ジェイン・プール                   | ウィンターフェルの家令の娘でサンサ・スタークの親友。ゲーム・オブ・スローンズではエキストラのみ。 |
| ジェナ・ラニスター                 | タイウィンの妹。エモン・フレイの妻。『ゲーム・オブ・スローンズ』には登場しない。 |
| ジェヘアリーズ・ターガリエン       | ターガリエン王朝第四代の王。エイニス王の三男。『炎と血』、『ハウス・オブ・ザ・ドラゴン』に登場。 |
| ジェラルド・デイン                 | 〈暗黒星〉。マーテル家の旗主。〈孤高の隠遁城〉(ハイ・ハーミティッジ城)城主。ゲーム・オブ・スローンズには登場せず。                                                                                             |
| ジェロルド・ハイタワー             | 〈ロバートの反乱〉の時の〈王の盾〉総帥。アーサー・デインと共に〈喜びの塔〉を守る。 |
| ジェロルド・ロイス                 | 『ハウス・オブ・ザ・ドラゴン』および『炎と血」に登場するロイス家の当主。 |
| ジェンドリー                       | ロバート王の私生児。アリアと共に旅をする。 |
| ジオー・モーモント                 | 〈冥夜の守人〉の総帥。かつての〈熊の島〉の領主。ジョラー・モーモントの父〈熊の御大〉。 |
| 〈塩の妻〉                         | 鉄諸島人の愛人を指す。 |
| 〈潮の主〉                         | 『ハウス・オブ・ザ・ドラゴン』第一シーズン第八話の邦題であり、コアリーズ・ヴェラリオンのあだ名でもある。 |
| シオン・グレイジョイ               | ベイロン・グレイジョイの唯一残った息子。スターク家に里子に出される。 |
| シゴーン                           | 〈野人〉のゼン族の族長(マグナー)でスターの息子。アリス・カースタークと結婚する。ゲーム・オブ・スローンズには登場しない。                                                                                       |
| 〈次子〉                           | ベン・プラム(ゲーム・オブ・スローンズではダーリオ・ナハーリス)を司令官とするエッソスの傭兵軍団。 |
| 『次子-セカンドサンズ-』           | 『ゲーム・オブ・スローンズ』第三シーズン第八話の邦題。 |
| 『獅子と薔薇』                     | 『ゲーム・オブ・スローンズ』第四シーズン第二話の邦題。 |
| 『市井の人々』                     | 『ハウス・オブ・ザ・ドラゴン』第二シーズン第六話の邦題。 |
| 七王国                             | ターガリエン家の侵略以前のウェスタロスの独立王国。北の王国、鉄諸島の王国、岩の王国、谷間の王国、嵐の王国、河間平野の王国、ドーン。広義では王国でなかったリヴァーランド、および侵略後に設定された王室領を含む。 |
| 『七王国戦記』                     | 原作第一部『七王国の玉座』に基づいたドラマ『ゲーム・オブ・スローンズ』シーズン1の日本語副題。 |
| 『七王国の騎士』                   | 『ダンクとエッグの物語』シリーズの3編を収録した中編集の日本語題名。A knight of the seven kingdoms |
| 『七王国の騎士』                   | 『ゲーム・オブ・スローンズ』第八シーズン第二話の邦題。 |
| 『七王国の玉座』                   | 『氷と炎の歌』シリーズの第一部。A Game of Thrones。 |
| 七神正教                           | ウェスタロス最大の宗教。〈厳父〉、〈慈母〉、〈乙女〉、〈老嫗〉、〈戦士〉、〈鍛冶〉、〈異客〉の神性を崇拝する。                                                                                                 |
| 七芒星典                           | 七神正教の聖典。 |
| 〈慈母〉                           | 七神正教の七つの神性の一つ。 |
| 『慈母の慈悲』                     | 『ゲーム・オブ・スローンズ』第五シーズン第十話の邦題。 |
| ジャイルズ・ロズビー               | ロズビー城主である病弱な老人。トメン・バラシオンの小評議会の蔵相を務める。ゲーム・オブ・スローンズには登場しない。                                                                                             |
| シャギードッグ                     | リコン・スタークのダイアウルフ。 |
| ジャクェン・フ=ガー                | ブレーヴォスの暗殺者ギルド〈顔のない男たち〉の一員。 |
| ジャセアリーズ・ヴェラリオン       | レイニラ・ターガリエン王女の長男。『炎と血』および『ハウス・オブ・ザ・ドラゴン』に登場。 |
| シャドウ・タワー                   | 〈影の塔〉。〈壁〉の砦の一つ。 |
| ジャノス・スリント                 | 〈王都の守人〉の総帥。後に〈壁〉に追放される。 |
| 〈十三人組〉                       | クァースの統治と防衛をつかさどる十三人。 |
| 〈襲鴉〉                           | 原作でダーリオ・ナハーリスの属していたエッソスの傭兵軍団。ゲーム・オブ・スローンズではダーリオは属さず、スタニス・バラシオンに雇われてウェスタロスに渡るが、ウィンターフェルへの雪中行軍中に脱走する。         |
| 自由都市                           | エッソスにある9つの都市国家。かつて古代ヴァリリア永世領によって建設された植民地。 |
| 『粛清』                           | 『ゲーム・オブ・スローンズ』第二シーズン第二話の邦題。 |
| 哨士                               | 〈冥夜の守人〉の役職で、〈壁〉の向こう側を見回る。 |
| 『勝者』                           | 『ゲーム・オブ・スローンズ』第二シーズン第十話の邦題。 |
| 小評議会                           | 王国の政治を動かす重臣たちの会議。 |
| 『女王の正義』                     | 『ゲーム・オブ・スローンズ』第七シーズン第三話の邦題。 |
| ジョジェン・リード                 | スターク家の旗主の息子。ミーラの弟。 |
| ジョノス・ブラッケン               | タリー家の旗主。 |
| 『処罰の道』                       | 『ゲーム・オブ・スローンズ』第三シーズン第三話の邦題。 |
| ジョフリー・ヴェラリオン           | レイニラ・ターガリエン王女の三男。『炎と血』および『ハウス・オブ・ザ・ドラゴン』に登場。 |
| ジョフリー・バラシオン             | ロバート・バラシオンの長男、その後を継ぐ王。 |
| ジョフリー・ロンマス               | レーナー・ヴェラリオンの同性の愛人。『ハウス・オブ・ザ・ドラゴン』に登場。 |
| ジョラー・モーモント               | 七王国を追放され、エッソスでデナーリス・ターガリエンに仕える騎士。ジオー・モーモントの息子。 |
| ジョン・アリン                     | アリンの谷間の最上位の領主で東部総督。前の〈王の手〉。 |
| ジョン・アンバー                   | スターク家の旗主で〈最後の炉端城〉(ラスト・ハース)の領主。グレイトジョン。 |
| ジョン・コニントン                 | かつての〈グリフィンの寝ぐら城〉城主でエイリス狂王の〈王の手〉。亡きレイガーの親友。グリフと名乗る。ゲーム・オブ・スローンズには登場しない。                                                                   |
| ジョン・スノウ                     | エダード・スタークの落とし子。〈壁〉に行って〈冥夜の守人〉となる。 |
| ジリ                               | クラスターの娘であり妻の一人。 |
| シリーン・バラシオン               | 〈灰鱗病〉にかかったスタニス・バラシオンの娘。 |
| シリオ・フォレル                   | 元ブレーヴォスの筆頭剣士。アリア・スタークの師。 |
| シルヴァーウィング                 | ジェヘアリーズ1世の姉妹妻アリサンヌ、後に落とし子のアルフが騎乗する巨大なドラゴン。 |
| 〈白い牝馬〉                       | 赤痢に似た病状を示す疫病の名前。 |
| 〈白き魔物〉                       | ホワイト・ウォーカー。〈異形〉の別名〈白い歩行者〉。 |
| 白マント                           | 王の護衛の騎士団である〈王の盾〉の別名。 |
| 白蛆                               | 『炎と血』および『ハウス・オブ・ザ・ドラゴン』に登場するミサリアのあだ名。 |
| 『新王誕生』                       | 『ゲーム・オブ・スローンズ』第四シーズン第五話の邦題。 |
| 『進軍』                           | 『ゲーム・オブ・スローンズ』第一シーズン第八話の邦題。 |
| 〈親切な男〉                       | ブレーヴォスの〈黒と白の館〉の〈数多の顔をもつ神〉の祭司〈温顔の男〉。 |
| 〈心臓裂き〉                       | ターリー家の家宝であるヴァリリア鋼の剣。ハーツベイン。 |
| 〈深林の小丘城〉                   | ディープウッド・モット。グラヴァー家の治める〈北部〉の城の一つ。 |
| スカハズ・モ・カンダク             | 〈剃髪頭〉。ミーリーンの貴族。〈真鍮の獣〉の隊長。ゲーム・オブ・スローンズには登場しない。 |
| スキンチェンジャー(皮装者)         | ウォーグ(狼潜り)とも呼ばれる。動物の心に入り込み操ることが出来る者。 |
| スカゴス島                         | 〈壁〉の東の沖にある島。人食いの習慣があると伝えられる。 |
| スコーピオン                       | ドラゴンを倒すための強力な弩 |
| 〈雀〉                             | 王都に集まった七神正教の狂信者たち。 |
| 雀聖下                             | ハイ・スパロウ。〈雀〉たちの指導者で総司祭(ハイ・セプトン)となる。 |
| 『雀聖下』                         | 『ゲーム・オブ・スローンズ』第五シーズン第三話の邦題。 |
| スター                             | 〈野人〉のゼン族の族長(マグナー)。 |
| スターク家                         | 北部の最上位の領主家で北部総督家。〈北の王〉の末裔。〈最初の人々〉の血を色濃く残す。 |
| スタニス・バラシオン               | ロバート・バラシオンの次弟。 |
| ストーム                           | ストームランドで落とし子に与えられる姓。 |
| ストームズエンド                   | ストームランドのレンリー・バラシオンの本拠。〈嵐の果て城〉。 |
| ストームランド                     | かつての七王国のひとつ。最上位の領主家はバラシオン家でレンリー・バラシオンが継ぐ。 |
| ストーン                           | アリンの谷間で落とし子に与えられる姓。 |
| ストーン・クロウ族                 | 石烏族。〈月の山脈〉に住む〈山の民〉。ティリオン・ラニスターの味方となる。 |
| ストロング家                       | 『炎と血』、『ハウス・オブ・ザ・ドラゴン』の時代のリヴァーランドの〈ハレンの巨城〉の領主でタリー家に忠誠を誓う。                                                                                               |
| ストロング・ベルウァス             | デナーリスに仕える宦官剣士。ゲーム・オブ・スローンズには登場しない。 |
| 〈砂蛇〉                           | オベリン・マーテルの落とし子の娘達。オバラ、ナイメリア、タイエニー、スラレア、エリア、オバラ、ドリア、ロリザ。                                                                                                 |
| スノウ                             | 北部で落とし子に与えられる姓。 |
| スモールジョン                     | グレイトジョンの息子で世継ぎ。 |
| スラレア・サンド                   | オベリン・マーテルの落とし子の娘である〈砂蛇〉の一人で船長。ゲーム・オブ・スローンズには登場しない。 |
| 〈西部〉                           | ウェスターランド。かつての七王国のひとつでウェスタロス西部にある領地。ラニスター家が最上位の領主家。 |
| 聖兵                               | 七神正教の軍事組織。サーセイの許可により復活。 |
| 『誓約の剣』                       | 『ダンクとエッグの物語』シリーズの中編 |
| 〈誓約の兄弟〉                     | 〈壁〉で誓約を結んだ者同士。〈冥夜の守人〉。 |
| 〈誓約を果たすもの〉               | ジェイミーがブライエニーに与えたヴァリリア鋼の剣。オウス・キーパー。 |
| 『誓約を果たすもの』               | 『ゲーム・オブ・スローンズ』第四シーズン第四話の邦題。 |
| 世界を駆ける雄馬                   | ドスラク人の崇める雄馬。 |
| 〈石化人〉                         | 〈灰鱗病〉に冒され体の一部が石化した患者。 |
| 『摂政』                           | 『ハウス・オブ・ザ・ドラゴン』第二シーズン第五話の邦題。 |
| 摂政太后                           | ジョフリーが王位継承した後のサーセイの地位。 |
| セプタ・ユネラ                     | 七神正教の修道女でサーセイを尋問する。 |
| 『狭い海の王』                     | 『ハウス・オブ・ザ・ドラゴン』第一シーズン第四話の邦題。 |
| セリース・フロレント               | スタニス・バラシオンの妻。 |
| 選王民会                           | 鉄諸島の王を選ぶ集会。 |
| 〈戦士〉                           | 七神正教の七つの神性の一つ。 |
| ゼン族                             | 〈野人〉の有力な氏族。 |
| 〈戦士の子ら〉                     | 七神正教の軍事組織である聖兵の一部。騎士だけで構成され総司祭に直属する。 |
| 『戦乱の嵐-前編-』                 | 原作第三部『剣嵐の大地』前半に基づく「ゲーム・オブ・スローンズシ」ーズン3の日本語副題。 |
| 『戦乱の嵐-後編-』                 | 原作第三部『剣嵐の大地』後半に基づく「ゲーム・オブ・スローンズ」シーズン4の日本語副題。 |
| 『戦利品』                         | 『ゲーム・オブ・スローンズ』第七シーズン第四話の邦題。 |
| 総司祭                             | 七神正教の最高指導者。ハイ・セプトン。 |
| 〈双竜の舞踏〉                     | ゲーム・オブ・スローンズの約200年前に起きた、ターガリエン家の王位をめぐる内乱。Dance of the Dragons。『炎と血』およびこれに基づいた『ハウス・オブ・ザ・ドラゴン』で描かれる。                                  |
| 族長                               | マグナー。〈野人〉の一族の指導者。 |
| ソゾリオス                         | ウェスタロスおよびエッソスの南側にある未踏の大陸。 |
| ソロス                             | 自由都市ミア出身のル=ロールの祭司。ベリック・ドンダリオンとともに〈旗印なき兄弟団〉を率いる。 |

## た行
| ターガリエン家             | ヴァリリア出身の前王朝家。ドラゴンを使い300年前に七王国を征服。 |
| ダークシスター             | 〈暗黒の姉妹〉。エイゴン征服王の姉にして妻ヴィセーニアが所持していたヴァリリア鋼の宝剣。のちにデイモン王子が受け継ぐ。 |
| タースのブライエニー       | タース島の領主タース家の娘。巨躯の女戦士。 |
| ターリー家                 | タイレル家の旗主でホーンヒルの領主 |
| ダーリオ・ナハーリス       | 傭兵部隊(原作では〈襲鴉〉、ゲーム・オブ・スローンズでは〈次子〉)の司令官。 |
| ターリャ                   | 『ハウス・オブ・ザ・ドラゴン』に登場するアリセントの侍女。実はミサリアのスパイ。 |
| タイウィン・ラニスター     | ラニスター家当主。かつての〈王の手〉。西部総督。 |
| タイエニー・サンド         | オベリン・マーテルの落とし子の娘である〈砂蛇〉の一人。ゲーム・オブ・スローンズではエラリア・サンドの娘。 |
| 大評議会                   | 必要に応じて稀に招集されるウェスタロス中の全貴族の集会。 |
| 太陽                       | マーテル家の紋章であり、しばしばマーテル家の呼び名となる。 |
| タイランド・ラニスター     | ヴィセーリス1世王の治世のキャスタリーロック領主ジェイソンの双子の弟で王の参議。後に〈王の手〉。『炎と血』および『ハウス・オブ・ザ・ドラゴン』に登場。                                                                              |
| タイレル家                 | 河間平野の最上位の領主家で南部総督家 |
| タイロシュ                 | エッソス大陸の自由都市のひとつ |
| ダヴォス・シーワース       | 〈玉葱の騎士〉、かつての密輸業者で現在はスタニス・バラシオンに仕える。 |
| 「高きこと誉の如く」       | アリン家の標語 |
| 高潮城                     | ドリフトマーク島のヴェラリオン家の居城。 |
| 高巣城                     | アイリー城。アリンの谷間にあるアリン家の本拠。 |
| 〈ダスケンデールの叛乱〉   | エイリス・ターガリエン二世が人質にされてバリスタン・セルミーに救出され、タイウィン・ラニスターが鎮圧した反乱。王の狂気のきっかけになった。                                                                                         |
| 〈玉葱の騎士〉             | ダヴォス・シーワースの異名。かつて籠城中のスタニスに玉葱を届けたことから。 |
| ダラ                       | マンス・レイダーの妻。ゲーム・オブ・スローンズには登場しない。 |
| タラ・ターリー             | サムウェル・ターリーの妹 |
| タリー家                   | リヴァーランドの最上位の領主家。本拠はリヴァーラン城。 |
| タリサ・マイギア           | ゲーム・オブ・スローンズに登場するヴォランティス出身の治療師でロブの妻。ドラマオリジナルの登場人物。 |
| ダレオン                   | サム、メイスター・エイモンらとともにオールドタウンに旅する〈冥夜の守人〉。吟遊詩人。ゲーム・オブ・スローンズには登場しない。 |
| 『誰でもない者』           | 『ゲーム・オブ・スローンズ』第六シーズン第八話の邦題。 |
| ダンカン・ザ・トール       | 氷と炎の歌の100年ほど前のダンクとエッグの物語の主人公。エイゴン・ターガリエン五世(エッグ)の友。後の〈王の盾〉の総帥。「ダンクとエッグ」の主人公。                                                                                  |
| ダンク                     | ダンカン・ザ・トールの愛称。 |
| 『ダンクとエッグの物語』   | 『氷と炎の歌』シリーズの約90年前を舞台とした中編シリーズ |
| チェット                   | 〈冥夜の守人〉の犬番。ゲーム・オブ・スローンズには登場しない。 |
| 地峡                       | ネック。ウェスタロスの南北を分かつ地域。 |
| 〈知識の城〉               | オールドタウンにあるメイスターの学校。 |
| 恥辱の道                   | 不倫の罪を償うためにサーセイが裸で街を歩かされた処罰 |
| 『父の仇』                 | 『ゲーム・オブ・スローンズ』第五シーズン第七話の邦題 |
| 〈釁られた婚儀〉           | フレイ家とボルトン家がロブ・スタークとその旗主たちを婚儀で惨殺した事件。 |
| 『血の収穫』               | 『ハウス・オブ・ザ・ドラゴン』第二シーズン第六話の邦題 |
| 〈血みどろ劇団〉           | ヴァーゴ・ホウトに率いられた傭兵集団〈勇武党〉の別名 |
| 〈血みどろの門〉           | 難攻不落の〈高巣城〉への道を守る門 |
| 〈沈黙の修道女〉           | 七神正教の死の神である〈異客〉に仕える女性だけの組織。葬儀を取り扱う。 |
| ツインズ                   | 双子城。ウォルダー・フレイの居城。トライデント河の緑の支流の両岸の城。関門橋を守る。 |
| 〈使い鴉〉                 | 遠隔地との通信に使われる鴉 |
| 『次なる戦いへ』           | 『ゲーム・オブ・スローンズ』第三シーズン第十話の邦題 |
| 〈月の山脈〉               | アリンの谷間を囲む高い山々。〈山の民〉が住む。 |
| 〈月の茶〉                 | 堕胎薬 |
| 〈月の扉〉                 | 高巣城(アイリー城)で処刑に使用される、広間にある床穴。 |
| 『月の扉』                 | 『ゲーム・オブ・スローンズ』第四シーズン第七話の邦題 |
| 〈角の丘城〉               | タイレル家の旗主ターリー家の居城。ホーンヒル。 |
| 〈冷たい手〉               | ヘラジカに乗る謎の存在。〈壁〉の外でサムを助け、ブランの一行を導く。 |
| 〈手〉                     | 〈王の手〉の略 |
| ティコ・ネストリス         | ブレーヴォスの〈鉄の銀行〉の行員 |
| ディコン・ターリー         | サムウェル・ターリーの弟でホーンヒルの世継ぎ |
| ティシャ                   | ティリオン・ラニスターのかつての妻 |
| ディープウッド・モット     | 〈深林の小丘城〉。北部の城の一つ。領主はグラヴァー家。 |
| デイモン・ターガリエン     | ヴィセーリス・ターガリエン1世王の弟。 |
| デイモン・ブラックファイア | エイゴン・ターガリエン四世の庶子で宝剣〈黒の炎〉を受け継ぐ。嫡出子とされ、ブラックファイア家を創設し、ゲーム・オブ・スローンズの百年ほど前に〈ブラックファイアの反乱〉を起こし破れる。または同名の息子。「ダンクとエッグ」で言及。 |
| ティリオン・ラニスター     | タイウィンの息子、サーセイとジェイミーの弟。小人。 |
| デイロン・ターガリエン     | 『草臥しの騎士』に登場する王子でエイゴン・ターガリエン五世の長兄。 |
| デイロン・ターガリエン     | ヴィセーリス1世王とアリセント王妃の間に生まれた第四子。『炎と血』および『ハウス・オブ・ザ・ドラゴン』に登場。 |
| デイン家                   | マーテル家の旗主 |
| デヴァン・シーワース       | ダヴォス・シーワースの息子でスタニス・バラシオンの従士。ゲーム・オブ・スローンズには登場しない。 |
| 溺神                       | 鉄諸島で信仰される海の神 |
| テッサリオン               | アリセントの末子デイロンの騎乗するドラゴン |
| 〈鉄の玉座〉               | 七王国を統べる王の玉座。エイゴン征服王が倒した敵たちの剣から作られた。 |
| 『鉄の玉座』               | 『ゲーム・オブ・スローンズ』第八シーズン第六話最終話の邦題 |
| 〈鉄の銀行〉               | ブレーヴォスの銀行。〈鉄の玉座〉に多大な債権をもつ。 |
| 『鉄の決意』               | 『ゲーム・オブ・スローンズ』第二シーズン第三話の邦題 |
| 〈鉄の脛〉                 | ルース・ボルトンの家来。ジェイミーとブライエニーをキングズランディングに護送する。 |
| デナーリス・ターガリエン   | 狂王エイリスの娘でヴィセーリスの妹。ストームボーン。 |
| 天空房                     | 高巣城にある空に開けた牢獄 |
| ドーラン・マーテル         | ドーンのマーテル家の当主、痛風を病む。 |
| トーレンズ・スクウェア     | トーレンの方塞。〈北部〉の城の一つ。 |
| ドーン                     | ウェスタロスの最南部にある旧七王国の一つ。最上位の領主家はマーテル家。ロイン人移住の影響を残す。 |
| トアマンド                 | 〈巨人殺し〉。〈野人〉の戦頭。 |
| 『登壁』                   | 『ゲーム・オブ・スローンズ』第三シーズン第六話の邦題 |
| 〈ドスラクの海〉           | エッソス大陸内部の草原。ドスラク人が住む。 |
| ドスラク人                 | ドスラクの海に住む好戦的な騎馬遊牧民族。ドスラク語を話す。 |
| トメン・バラシオン         | サーセイの息子。ジョフリーとミアセラの弟。 |
| 賭博師                     | ブレーヴォスで船の保険を扱う痩せた男。アリアが暗殺を図る。 |
| 『扉』                     | 『ゲーム・オブ・スローンズ』第六シーズン第五話の邦題 |
| トライデント河             | 三又鉾河。リヴァーランドを流れ、緑の支流、青の支流、赤の支流に分かれる。 |
| ドラゴン                   | 空を飛び炎を吐く、かつてターガリエン家によって兵器として用いられたが絶滅したはずの動物。 |
| ドラゴングラス             | 黒曜石。〈凍った炎〉。〈異形〉を倒すことが出来る。 |
| ドラゴンストーン           | ブラックウォーター湾の口にある王室領の島および城。スタニス・バラシオンの本拠地。 |
| ドラゴンストーン           | 『ゲーム・オブ・スローンズ』第七シーズン第一話の邦題 |
| 『ドラゴンの後継者』       | 『ハウス・オブ・ザ・ドラゴン』第一シーズン第一話の邦題 |
| ドリームファイア           | エイゴン2世の妹で妻のヘレイナ・ターガリエンのドラゴン |
| ドリア                     | デナーリスの侍女。 |
| ドリア・サンド             | オベリン・マーテルの落とし子の娘である〈砂蛇〉の一人。エラリア・サンドの娘。ゲーム・オブ・スローンズには登場しない。 |
| トリスタン・マーテル       | ドーラン・マーテルの末息子、ミアセラ・バラシオンと婚約。 |
| 『ドリフトマーク』         | 『ハウス・オブ・ザ・ドラゴン』の第一シーズン第7話の邦題。 |
| ドリフトマーク島           | ヴェラリオン家の本拠。高潮城がおかれる。 |
| 『奴隷解放者』             | 『ゲーム・オブ・スローンズ』第四シーズン第三話の邦題 |
| 奴隷商人湾                 | エッソス大陸の南、〈夏の海〉に面する湾。ユンカイ、ミーリーン、アスタポアなどの都市国家がある。 |
| ドレッドフォート城         | ボルトン家の本拠となる北部の城 |
| ドロゴン                   | デナーリスの三頭のドラゴンのうちの一頭で最大の黒竜。カール・ドロゴにちなむ。 |
| ドロラス・エッド           | 陰気なエッド。エディソン・トレット。〈冥夜の守人〉の雑士。 |
| ドントス・ホラード         | キングズランディングの酒びたりの騎士で道化の身分に落とされる |

## な行
| ナース             | エッソスにあるミッサンデイの故郷。                                                     |
| ナイツ・ウォッチ   | 〈冥夜の守人〉。〈壁〉を守備する一団。黒い装束を身にまとい、脱走は死刑となる。         |
| ナイメリア         | アリア・スタークのダイアウルフ。ロイン人の伝説的な戦士女王の名にちなむ。               |
| ナイメリア・サンド | オベリン・マーテルの落とし子の娘である〈砂蛇〉の一人。                                 |
| 長き夜             | 初めてホワイト・ウォーカーが現れた冬の呼び名                                           |
| 『長き夜』         | 『ゲーム・オブ・スローンズ』第八シーズン第三話の邦題。                                 |
| 『謎の騎士』       | 『ダンクとエッグの物語』シリーズの中編                                                 |
| 夏諸島             | エッソスとウェスタロスの南に位置する諸島。肌の黒い人々が住む。                         |
| 『名を継ぐ者』     | 『ハウス・オブ・ザ・ドラゴン』第一シーズン第三話の邦題。                               |
| ニードル           | 〈針〉。ジョン・スノウがアリア・スタークに贈った細身の剣。                             |
| 『二本の剣』       | 『ゲーム・オブ・スローンズ』第四シーズン第一話の邦題。                                 |
| ニューギフト       | ターガリエン王朝成立後、補給のために〈冥夜の守人〉に与えられた帯状の土地。ギフトの南。 |
| 〈濡れ髪〉         | エイロン・グレイジョイのあだ名。                                                       |
| ネック             | ウェスタロスの南北を分かつ地峡。                                                       |
| ネッド             | エダード・スタークの愛称。                                                             |
| ネッド・アンバー   | スターク家の旗主アンバー家の世継ぎ。                                                   |
| ノーヴォス         | エッソス大陸内部の自由都市。                                                           |
| 〈蚤の溜まり場〉   | 別名〈蚤の底〉。キングズランディングのスラム街。                                       |

## は行
| ハーウィン・ストロング       | 〈ハレンの巨城〉領主ライオネル・ストロングの長男。〈王都の守人〉の総帥。レイニラ・ターガリエン王女の子たちの父親だと噂される。『炎と血』に登場。 |
| ハーツベイン                 | ターリー家のヴァリリア鋼の宝剣。〈心臓裂き〉。                                                                                                   |
| ハードホーム                 | 〈壁〉の北の東岸にある〈野人〉の居住地。〈堅牢な家〉。                                                                                           |
| 〈ハーピーの息子たち〉       | ミーリーンの旧支配者層による秘密組織。デナーリスの支配に対抗して暗殺を頻発させる。                                                               |
| 『ハーピーの息子たち』       | 『ゲーム・オブ・スローンズ』第五シーズン第四話の邦題。                                                                                           |
| ハイ・スパロウ               | 雀聖下。〈雀〉たちの指導者で七神正教の総司祭(ハイ・セプトン)となる。                                                                             |
| ハイ・セプトン               | 七神正教の最高指導者。 |
| パイアット・プリー           | クァースの〈十三人組〉の一人。黒魔導師。 |
| 〈灰色沼の物見城〉           | 〈ネック〉にあるリード家の本拠。 |
| ハイガーデン                 | 河間平野の最上位の領主タイレル家の本拠。 |
| パイク                       | 鉄諸島で落とし子に与えられる姓。 |
| パイク                       | 鉄諸島を治めるグレイジョイ家の本拠である島および城の名前。                                                                                       |
| パイセル                     | 王に仕えるグランド・メイスター、小評議会の一員。                                                                                                 |
| バイター                     | ヨーレンがジャクェン・フ=ガーと共に〈壁〉に連れて行こうとしていた囚人の一人。                                                                    |
| ハイタワー家                 | オールドタウンの領主でタイレル家の旗主。 |
| 『背任者』                   | 『ゲーム・オブ・スローンズ』第六シーズン第三話の邦題。                                                                                           |
| 〈灰鱗病〉                   | 体の一部が石化する疫病。年長のものがかかると体全体に広がり、〈石化人〉と呼ばれ死に至る。                                                         |
| バウエン・マーシュ           | 〈壁〉の〈冥夜の守人〉の雑士長。 |
| ハウス・オブ・ザ・ドラゴン   | 『炎と血』に基づくHBOドラマシリーズ。ゲーム・オブ・スローンズの約200年前を舞台とする。                                                           |
| ハウランド・リード           | 〈灰色沼の物見城〉領主。スターク家の旗主。ミーラとジョジェンの父。                                                                               |
| ハウンド                     | 猟犬。サンダー・クレゲインのあだ名。 |
| パクスター・レッドワイン     | タイレル家の旗主。アーバー島の領主。トメン王の海相。ゲーム・オブ・スローンズには登場しない。                                                     |
| 〈旗印なき兄弟団〉           | ベリック・ドンダリオンが率いる無法者の集団。リヴァーランドの民を侵略者から守る。                                                                 |
| バラシオン家                 | 王家でありかつストームランドとドラゴンストーンの最上位の領主家。ターガリエン家庶流。                                                             |
| ハラルド・カースターク       | ゲーム・オブ・スローンズに登場するカースターク家の新当主。リカードのあとを継ぐ。原作には登場しない。                                             |
| 〈針〉                       | ニードル。ジョン・スノウがアリア・スタークに贈った細身の剣。                                                                                     |
| ハリー・ストリックランド     | エッソスの傭兵軍団〈黄金兵団〉の指揮官。 |
| バリスタン・セルミー         | ターガリエン王朝時代からの〈王の盾〉総帥。 |
| ハリス・スウィフト           | トメン王の蔵相。ケヴァン・ラニスターの舅。ゲーム・オブ・スローンズには登場しない。                                                               |
| 〈春の疫病大流行〉           | 『ダンクとエッグの物語』の時代に流行した疫病。                                                                                                   |
| ハレン暗黒王                 | かつてリヴァーランドをも支配した鉄諸島の王。〈ハレンの巨城〉を築いたがエイゴン征服王の前に滅ぼされた。                                           |
| 〈ハレンの巨城〉             | ハレンホール。リヴァーランドにかつてハレン暗黒王が築いた無主の巨城。                                                                             |
| 『ハレンの巨城』             | 『ゲーム・オブ・スローンズ』第二シーズン第五話の邦題。                                                                                           |
| ハロルド・ウェスタリング     | レイニラ・ターガリエン王女の護衛で後に〈王の盾〉の総帥。『炎と血』、『ハウス・オブ・ザ・ドラゴン』に登場。                                       |
| ピーター・ベイリッシュ       | ロバート王の蔵相。フィンガーズの小領主。 |
| 〈悲哀の都〉                 | クロイアン。エッソスのかつてのロイン人の都。ヴァリリアによって滅ぼされ、今は〈石化人〉が住む。                                                   |
| 〈東の物見城〉               | イーストウォッチ・バイ・ザ・シー。〈壁〉の東部の海に面した城。                                                                                   |
| 『光と影』                   | 『ゲーム・オブ・スローンズ』第二シーズン第四話の邦題。                                                                                           |
| 〈光の王〉                   | ル=ロール。エッソス由来の宗教の神。 |
| 皮装者(スキンチェンジャー)   | ウォーグ(狼潜り)とも呼ばれ、動物の心に入り込み操ることが出来る者。千人に一人の割合で現れる。                                                     |
| ヒズダール・ゾ・ロラク       | 裕福なミーリーンの貴人。 |
| ピップ                       | 〈冥夜の守人〉の一員、ジョン・スノウの同期。 |
| 緋竜と金竜                   | 『ハウス・オブ・ザ・ドラゴン』第二シーズン第四話の邦題。                                                                                         |
| ヒル                         | 西部で落とし子に与えられる姓。 |
| フィンガーズ                 | アリンの谷間の東にある、指の形をした海沿いの小さな土地。ピーター・ベイリッシュの領地。                                                           |
| 〈風来〉                     | エッソスの傭兵集団。〈襤褸の貴公子〉を隊長とする。ゲーム・オブ・スローンズには登場しない。                                                       |
| 〈不死者の館〉               | クァースの黒魔導師たちがいる館。 |
| 双子城                       | ツインズ。トライデント河の緑の支流の両岸にあるフレイ家の居城。関門橋を守る。                                                                     |
| 〈踏み石諸島〉               | ドーンとエッソスの間にある島々。〈双竜の舞踏〉の時代には三頭市に占領される。ステップストーンズ。                                                 |
| 不滅の女王                   | 『ハウス・オブ・ザ・ドラゴン』第二シーズン第八話の邦題。                                                                                         |
| 「冬来たる」                 | スターク家の標語。 |
| 『冬来たる』                 | 『ゲーム・オブ・スローンズ』第一シーズン第一話の邦題。                                                                                           |
| 『冬の狂風』                 | 『氷と炎の歌』原作第6部に予定される日本語題名、かつ『ゲーム・オブ・スローンズ』第六シーズン全体の邦題。                                          |
| 『冬の狂風』                 | 『ゲーム・オブ・スローンズ』第六シーズン第十話の邦題。                                                                                           |
| 〈冬の角笛〉                 | 〈ジョラマンの角笛〉。〈壁〉を壊すことが出来るとされる魔法の角笛。                                                                               |
| ブライエニー                 | タース島の領主タース家の娘。巨躯の女戦士。 |
| 〈ブラックウェーターの戦い〉 | スタニス率いる軍がキングズランディングのジョフリー王を攻め、 ティリオンの〈炎素〉とラニスター家とタイレル家の援軍に敗れた戦い。                  |
| 『ブラックウォーターの戦い』 | 『ゲーム・オブ・スローンズ』第二シーズン第九話の邦題。                                                                                           |
| ブラックウォーター湾         | キングズランディングが面する湾。 |
| ブラックファイア             | 〈黒の炎〉。ターガリエン王朝の王に代々伝わるヴァリリア鋼の宝剣。                                                                                 |
| ブラックファイア家           | デイモン・ブラックファイアが創設したターガリエン家の分家。子孫はエッソスにわたる。「ダンクとエッグ」で言及。                                     |
| 〈ブラックファイアの反乱〉   | 『氷と炎の歌』のほぼ100年前、ターガリエン王朝時代に落とし子らが起こした反乱。「ダンクとエッグ」で言及。                                          |
| ブラッドレイブン             | 〈紅斑鴉〉。ブリンデン・リヴァーズのあだ名。白子で顔に紅い母斑があることから。                                                                   |
| フラワーズ                   | 河間平野(リーチ)で落とし子に与えられる姓。 |
| ブラン・スターク             | エダード・スタークとキャトリンの次男。 |
| ブランドン・スターク         | エダードの兄。キャトリンの婚約者であったが狂王エイリスに処刑された。                                                                             |
| ブランドン建設王             | かつて〈壁〉を建設したスターク家の祖先。 |
| ブリンデン・リヴァーズ       | 『謎の騎士』に登場する〈ブラックファイアの反乱〉を鎮めた王家の落とし子。〈王の手〉にして後に〈壁〉の総帥。〈紅斑鴉〉。ブラッドレイブン。         |
| ブリンデン・タリー           | ホスター・タリーの弟。あだ名はブラックフィッシュ〈門の騎士〉。                                                                                   |
| ブレーヴォス                 | エッソス大陸の西岸に位置する自由都市。暗殺者集団〈顔のない男たち〉と〈鉄の銀行〉で知られる｡                                                      |
| フレイ家                     | リヴァーランドのタリー家の旗主。双子城の城主。ウォルダー・フレイが現在の当主。交通の要地である〈渡し場〉の通行料収入により富裕。                 |
| 〈浮浪児〉                   | ブレーヴォスの〈黒と白の館〉で〈数多の顔をもつ神〉に使える祭司。                                                                                 |
| フロレント家                 | 河間平野の有力な家。スタニスの妃セリースの実家。〈五王の戦い〉でスタニス側に着き、領地を失う。                                                   |
| ブロン                       | 傭兵。ティリオン・ラニスターの友人。 |
| ペイト                       | 〈知識の城〉の修練者。ゲーム・オブ・スローンズには登場しない。                                                                                   |
| ベイラ・ターガリエン         | デイモン・ターガリエン王子とレーナ・ヴェラリオンの長女。『炎と血』および『ハウス・オブ・ザ・ドラゴン』に登場。                                   |
| ベイラー・ターガリエン       | 『草臥しの騎士』に登場するターガリエン家の黒髪の王子。〈槍砕き〉。                                                                               |
| ベイラー大聖堂               | 王都にある七神正教の聖堂。 |
| 『ベイラー大聖堂』           | 『ゲーム・オブ・スローンズ』第一シーズン第九話の邦題。                                                                                           |
| ペニー                       | 小人の笑劇団の生き残りの娘。ゲーム・オブ・スローンズには登場しない。                                                                             |
| ベイロン・グレイジョイ       | 鉄諸島を治めるグレイジョイ家の当主。シオンとアシャの父。                                                                                         |
| ベイロン・スワン             | 〈王の盾〉の一員。グレガー・クレゲインの頭部を持ってドーンに向かう。ゲーム・オブ・スローンズには登場しない。                                     |
| ベリック・ドンダリオン       | リヴァーランドで侵略者と戦う〈旗印なき兄弟団〉を率いる〈稲妻公〉。                                                                               |
| ヘレイナ・ターガリエン       | ヴィセーリス1世王とアリセント王妃の間に生まれた第二子の王女。『炎と血』および『ハウス・オブ・ザ・ドラゴン』に登場。                              |
| ベン・プラム                 | エッソスの傭兵軍団〈次子〉の司令官。ゲーム・オブ・スローンズには登場しない。                                                                     |
| ベンジェン・スターク         | エダード・スタークの弟。〈冥夜の守人〉の哨士長。                                                                                                 |
| ペントス                     | エッソス大陸の西岸に位置する〈自由都市〉。イリリオ・モパティスが住む。                                                                           |
| ホーダー                     | ウィンターフェルの知恵の足りない馬丁。体の不自由なブラン・スタークを運ぶ。                                                                       |
| ホーバート・ハイタワー       | 『ハウス・オブ・ザ・ドラゴン』及び『炎と血』に登場するハイタワー家の当主、オットーの兄。                                                         |
| ホーンヒル                   | タイレル家の旗主ターリー家の本拠地。〈角の丘城〉                                                                                                 |
| 『放浪の騎士』               | 『ダンクとエッグの物語』シリーズの中編『草臥しの騎士』の旧題名。                                                                                 |
| 北部                         | ウェスタロスの北部地方でかつての七王国のひとつ。〈地峡〉が南部との境。スターク家が最上位の領主家。                                               |
| ホスター・タリー             | リヴァーランドを治めるタリー家の当主。キャトリン、ライサ、エドミュアの父。                                                                       |
| ホット・パイ                 | パン屋の息子。アリアと共に旅をする。 |
| ポドリック・ペイン           | ティリオン・ラニスターの従士。イリーン・ペインの親戚。                                                                                           |
| 〈骨の庭〉                   | クァース周辺の荒野。街に入れず死んだ者たちの骨が散らばる。                                                                                       |
| 『炎と血』                   | ターガリエン家の標語。 |
| 『炎と血』                   | 『ゲーム・オブ・スローンズ』第一シーズン第十話の邦題。                                                                                           |
| 『炎と血』                   | ターガリエン家の内乱を描いた中編集Fire and Bloodの日本語版題名                                                                                   |
| 『炎の口づけ』               | 『ゲーム・オブ・スローンズ』第三シーズン第五話の邦題。                                                                                           |
| ポリヴァー                   | ラニスター家の家来。 |
| ボルトン家                   | スターク家の旗主。ドレッドフォートの城主。敵の皮を剥ぐ伝統で知られる。                                                                           |
| ボロス・バラシオン           | 〈双竜の舞踏〉の時期のバラシオン家の当主。 |
| ホワイト・ウォーカー         | 〈白い歩行者〉。〈異形〉の呼び名。 |
| ホワイト・ハーバー           | 〈北部〉の東岸にある繁栄した港。領主はマンダリー家。                                                                                             |

## ま行
| マージェリー・タイレル | メイス・タイレルの娘。レンリー、ジョフリー、トメンの妻。 |
| マーテル家             | かつての七王国のひとつドーンの最上位の領主家。 |
| マーリン・トラント     | シリオ・フォレルを殺した〈王の盾〉の騎士。 |
| マウンテン             | グレガー・クレゲインのあだ名。 |
| マリリオン             | 吟遊詩人。原作では高巣城のライサ・アリンのお気に入り。 |
| マルコ                 | ティリオンとジョラーを捕えて売る奴隷商人。ゲーム・オブ・スローンズオリジナルの登場人物。                                                                                       |
| マンス・レイダー       | 〈壁の向こうの王〉。〈野人〉の部族を糾合した元〈冥夜の守人〉。 |
| マンダリー家           | スターク家の旗主。ホワイト・ハーバーの領主家。 |
| マンドン・ムーア       | 〈ブラックウォーターの戦い〉の最中に、ティリオンを暗殺しようとした〈王の盾〉の騎士。                                                                                           |
| ミーリーン             | 奴隷商人湾最大の都市。奴隷商人〈偉大なる親方〉が治める。 |
| ミーラ・リード         | スターク家の旗主ハウランド・リードの娘。ジョジェンの姉。 |
| ミア                   | 自由都市の一つ。 |
| ミアセラ・バラシオン   | ジョフリー・バラシオンの妹。トメンの姉。 |
| ミアのソロス           | 自由都市ミア出身のル=ロールの祭司。ベリック・ドンダリオンとともに〈旗印なき兄弟団〉を率いる。                                                                                  |
| ミサリア               | デイモン・ターガリエン王子の愛人で外国出身の元娼婦。『炎と血』、『ハウス・オブ・ザ・ドラゴン』に登場。"白蛆”。                                                                 |
| ミッサンデイ           | デナーリスの通訳の少女。ナース出身。 |
| 〈三つ目の鴉〉         | ブラン・スタークの夢に繰り返し登場し導く存在。 |
| 『三つ目の鴉』         | 『ゲーム・オブ・スローンズ』第三シーズン第二話の邦題。 |
| 『翠の評議会』         | 『ハウス・オブ・ザ・ドラゴン』第一シーズン第九話の邦題。 |
| ミランダ               | ラムジー・スノウの残酷な愛人で召使。ゲーム・オブ・スローンズオリジナルの登場人物。                                                                                             |
| ミリ・マズ・ドゥール   | ラザール人の治療者。〈神々の妻〉、妖女。 |
| ムーンダンサー         | デイモン・ターガリエンの娘ベイラのドラゴン |
| 『息子には息子を』     | 『ハウス・オブ・ザ・ドラゴン』第二シーズン第一話の邦題。 |
| メイカー・ターガリエン | 『草臥しの騎士』に登場する王子。エイゴン・ターガリエン五世の父。 |
| メイゴル・ターガリエン | ターガリエン王朝第三代の王。エイゴン征服王と姉にして妻のヴィセーニアの間に生まれた唯一の子。残酷王。                                                                           |
| メイス・タイレル       | 河間平野を治めるタイレル家の当主。 |
| メイスター             | 医者・学者・通信手を兼ねる職。オールドタウンの〈知識の城〉で修業し任じられる。                                                                                                 |
| メイジ・モーモント     | 〈熊の島〉の女領主。ジオーの妹。ジョラーの叔母。ゲーム・オブ・スローンズには登場しない。                                                                                       |
| メイスター・ウォルカン | ボルトン家に仕えるメイスター。 |
| メイスター・エイモン   | 〈壁〉の盲目のメイスター。エイゴン・ターガリエン五世の兄。 |
| メイスター・クレッセン | ドラゴンストーンのスタニス・バラシオンに仕えるメイスター。 |
| メイスター・ルーウィン | スターク家に仕えるメイスター。 |
| 〈冥夜の守人〉         | ナイツ・ウォッチ。〈壁〉を守備する一団。黒い装束を身にまとい、脱走は死刑となる。                                                                                               |
| 『冥夜の守人』         | 『ゲーム・オブ・スローンズ』第一シーズン第三話の邦題。 |
| メリサンドル           | 〈紅の女〉。スタニス・バラシオンに仕えるル=ロール(〈光の王〉)の女祭司。 |
| メレイズ               | レイニス王女の乗るドラゴン。 |
| メレッサ・ターリー     | サムウェル・ターリーの母親。 |
| メロス                 | ヴィセーリス王に仕えるグランド・メイスター |
| モーデイン             | スターク家に仕える司祭女(セプタ)。 |
| モード                 | 高巣城の天空房の牢番。 |
| モーモント家           | 〈北部〉西岸沖の〈熊の島〉の領主家、スターク家の旗主。 |
| 〈亡者〉               | 〈異形〉によって甦らされ操られる死者。その瞳は青く光る。原作では炎でしか倒すことが出来ないが、ゲーム・オブ・スローンズではこれに加えてドラゴングラスでも倒すことができる。     |
| モウト・ケイリン       | 要塞ケイリン。〈北部〉の地峡の北にある要塞。 |
| 燃える水車小屋         | 『ハウス・オブ・ザ・ドラゴン』第二シーズン第三話の邦題 |
| モクォッロ             | ル=ロールの紅の祭司にして魔導師。黒い肌をし、〈黒い炎〉と呼ばれる。 |
| モサドール             | 〈ハーピーの息子たち〉に殺される〈穢れなき軍団〉の一員でミッサンデイの兄。ゲーム・オブ・スローンズではデナーリスに呼応するミーリーンの奴隷で、解放後はデナーリスの重臣となる。 |
| 〈森の子ら〉           | 〈最初の人々〉以前にウェスタロスに居住していた背の低い種族。 |
| 〈門の騎士〉           | ブリンデン・”ブラックフィッシュ”・タリーがアリンの谷間でジョン・アリンに仕えていた時の称号。                                                                                   |

## や行
| ヤーラ・グレイジョイ   | ゲーム・オブ・スローンズではアシャ・グレイジョイがこの名前となる。シオンの姉。 |
| 〈野人〉               | 〈壁〉の北側に住む自由の民。                                                   |
| 『山と毒蛇』           | 『ゲーム・オブ・スローンズ』第四シーズン第八話の邦題。                         |
| 〈山の民〉             | アリンの谷間を囲む〈月の山脈〉に住む野蛮な山賊。                               |
| ユーロン・グレイジョイ | 〈鴉の眼〉、ベイロン・グレイジョイの追放されていた弟。                         |
| 〈勇武党〉             | ヴァーゴ・ホウトに率いられた傭兵集団。別名〈血みどろ劇団〉。                   |
| ユネラ                 | 〈七神正教〉の修道女。マージェリーおよびサーセイを尋問する。                   |
| ユンカイ               | 奴隷商人湾にある3都市のうち最小の都市。奴隷商人〈賢明なる親方〉が治める。      |
| ヨーレン               | 〈冥夜の守人〉の新兵募集係。                                                   |
| ヨーン・ロイス         | アリンの谷間の有力領主でアリン家の旗主。                                       |
| 『世継ぎたち』         | 『ゲーム・オブ・スローンズ』第四シーズン第十話の邦題。                         |
| 〈夜の王〉             | ホワイト・ウォーカーの指導者。                                                 |
| 〈夜の砦〉             | 〈壁〉の放棄された城。ブラン・スタークの一行が通り抜けて〈壁〉の北へ向かう。   |
| 〈喜びの塔〉           | 〈ロバートの反乱〉の間、リアナ・スタークが居住したドーンの城。                 |

## ら行
| ライオネル・ストロング     | ヴィセーリス1世王の法相、のちに〈王の手〉。〈ハレンの巨城〉の領主。『炎と血』、『ハウス・オブ・ザ・ドラゴン』に登場。                                                            |
| ライオネル・バラシオン     | 『草臥しの騎士』に登場するバラシオン家の当主の騎士。〈笑う嵐〉。「ダンクとエッグ」に登場。                                                                                       |
| ライオン                   | ラニスター家の紋章であり、しばしばラニスター家の呼び名となる。 |
| ライサ・アリン             | ホスター・タリーの娘でキャトリンの妹、ジョン・アリンの未亡人。 |
| ライス                     | エッソスの南の諸島にまたがる自由都市。 |
| ライトブリンガー           | スタニスの輝く剣。 |
| ライマン・ビーズベリー     | ヴィセーリス1世王の蔵相。『炎と血』、『ハウス・オブ・ザ・ドラゴン』に登場。 |
| ラザール                   | ドスラクの海の南にある半乾燥性の土地。ラザール人が住む。 |
| ラスト                     | 〈冥夜の守人〉の一員。 |
| ラスト・ハース             | 〈最後の炉端〉城。スターク家の旗主アンバー家の居城。 |
| ラムジー・スノウ           | ルース・ボルトンの落とし子。リーク(くさや)を名乗る。 |
| ラニスター家               | 〈西部〉(ウェスターランド)の最上位の領主家で西部総督家。かつての〈岩の王国〉王家。                                                                                               |
| 「ラニスターは借りを返す」 | ラニスター家の非公式な標語。 |
| ラニスポート               | キャスタリーロックの南にある港町。 |
| ラリス・ストロング         | ライオネル・ストロングの足の不自由な次男。ヴィセーリス王の審問長。『炎と血』及び『ハウス・オブ・ザ・ドラゴン』に登場。                                                           |
| ランセル・ラニスター       | ケヴァン・ラニスターの息子。 |
| ランディル・ターリー       | タイレル家の旗主。ホーンヒルの領主。サムウェル・ターリーの父。 |
| 『乱鴉の饗宴』             | 『氷と炎の歌』シリーズの第四部。A Feast for Crows。 |
| 〈襤褸の貴公子〉           | 傭兵軍団〈風来〉の隊長。ゲーム・オブ・スローンズには登場しない。 |
| リーク                     | ボルトン家の召使、ラムジー・スノウ及びシオン・グレイジョイのあだ名。 |
| リーチ                     | 河間平野。かつての七王国のひとつでタイレル家が最上位の領主家。 |
| リード家                   | スターク家の旗主で沼地の領主 |
| リーフ                     | ゲーム・オブ・スローンズに登場し、ブランらを助ける〈森の子ら〉 |
| リアナ・スターク           | エダード・スタークの妹。ロバート・バラシオンの元婚約者。 |
| リアナ・モーモント         | 〈熊の島〉の幼い女領主。スターク家の旗主。ジョラーの従妹。 |
| リヴァーズ                 | リヴァーランドで落とし子に与えられる姓。 |
| リヴァーランド             | ウェスタロス南部の中では北に位置する肥沃な地域。 |
| リヴァーラン               | リヴァーランドのタリー家の本拠。トライデント河の赤の支流の畔に立つ城。 |
| リカード・カースターク     | カーホールド城主でスターク家の旗主。反逆の罪でロブ・スタークにより斬首。 |
| リカード・スターク         | エダード・スタークの父親。狂王エイリス・ターガリエン二世に処刑された。 |
| リコン・スターク           | エダード・スタークとキャトリンの三男。 |
| リトルフィンガー           | ピーター・ベイリッシュのあだ名。その小さな領地フィンガーズに由来する。 |
| リモア                     | ジョン・コニントンに同行する七神正教の司祭女（セプタ）。 |
| 『竜と狼』                 | 『ゲーム・オブ・スローンズ』第七シーズン第七話の邦題。 |
| 『竜との舞踏』             | 『氷と炎の歌』シリーズの第五部。A Dance with Dragons。『ゲーム・オブ・スローンズ』第5シーズン全体につけられた邦題でもある。                                                      |
| 『竜の舞踏』               | 『ゲーム・オブ・スローンズ』第五シーズン第九話の邦題。原題はThe Dance of Dragons。                                                                                               |
| 〈流木の御座〉             | ヴェラリオン家の当主の地位を示す。 |
| 緑視者                     | 過去や未来、遠くの場所をウィアウッドを通して見る者。皮装者千人に一人の割合で現れる。                                                                                             |
| 翠装派                     | 『炎と血』および『ハウス・オブ・ザ・ドラゴン』で、〈双竜の舞踏〉でレイニラ王女側についた派閥。アリセントの黒装派と対立する。                                                     |
| ルース・ボルトン           | ドレッドフォード城の領主。スターク家の旗主。 |
| ルーベ                     | ウィンターフェルに現れる吟遊詩人。正体はマンス・レイダー。 |
| ル=ロール                  | 〈光の王〉。エッソス由来の宗教の神。 |
| ルケアリーズ・ヴェラリオン | レイニラ・ターガリエン王女の次男。『炎と血』および『ハウス・オブ・ザ・ドラゴン』に登場。                                                                                         |
| レーナ・ヴェラリオン       | レイニス・ターガリエンとコアリーズ・ヴェラリオンの娘。デイモン・ターガリエン王子の二番目の妻。『炎と血』、『ハウス・オブ・ザ・ドラゴン』に登場。ドラゴン"ヴァーガー"に騎乗する。 |
| レーナー・ヴェラリオン     | レイニス・ターガリエンとコアリーズ・ヴェラリオンの息子。レイニラ・ターガリエン王女の最初の夫。『炎と血』、『ハウス・オブ・ザ・ドラゴン』に登場。                                 |
| レイ                       | ハウンドを救った元兵士の司祭。ゲーム・オブ・スローンズのみ登場。 |
| レイア・ロイス             | デイモン・ターガリエンの疎遠な妻。〈アリンの谷間〉のロイス家出身。 |
| レイガー・ターガリエン     | 狂王エイリスの長男。ロバート・バラシオンに殺害された。 |
| レイガル                   | デナーリス・ターガリエンの三頭のドラゴンのうちの一頭。緑竜。兄のレイガーにちなむ。                                                                                               |
| レイゴ                     | デナーリスがカール・ドロゴとの間に身ごもったが死産で生まれた子供。 |
| レイトン・ハイタワー       | タイレル家の旗主。オールドタウンの領主。ゲーム・オブ・スローンズには登場せず。                                                                                                   |
| レイナ・ターガリエン       | デイモン・ターガリエン王子とレーナ・ヴェラリオンの長女。『炎と血』および『ハウス・オブ・ザ・ドラゴン』に登場。                                                                   |
| レイニス・ターガリエン     | レイガー・ターガリエンの娘。〈ロバートの反乱〉でエイモリー・ローチに殺される。                                                                                                   |
| レイニス・ターガリエン     | エイゴン征服王の妹にして妻。ターガリエン王朝第二代エイニス王の母。 |
| レイニス・ターガリエン     | ジェヘアリーズ・ターガリエン1世王の孫にしてコアリーズ・ヴェラリオンの妻。『炎と血』、『ハウス・オブ・ザ・ドラゴン』に登場。〈戴冠せざりし女王〉。                                |
| レイニラ・ターガリエン     | 〈双竜の舞踏〉で腹ちがいの弟エイゴンと王位を争う黒装派を率いる王女。ヴィセーリス1世の娘。『炎と血』、『ハウス・オブ・ザ・ドラゴン』に登場。                                      |
| 『レイニラ残酷王』         | 『ハウス・オブ・ザ・ドラゴン』第二シーズン第二話の邦題。 |
| レディ                     | サンサのダイアウルフ。 |
| レンリー・バラシオン       | ロバート・バラシオンの末弟。 |
| ロージ                     | ヨーレンがジャクェン・フ=ガーと共に〈壁〉に連れて行こうとしていた囚人の一人。 |
| ローサー・フレイ           | ウォルダー・フレイの息子 |
| ロイン河                   | エッソス大陸を南北に流れ、ヴォランティスで海に注ぐ大河。 |
| ロイン人                   | ロイン河流域にかつて住み、ヴァリリアに追われ、戦士女王ナイメリアに率いられてドーンに移住した。                                                                                   |
| 〈老嫗〉                   | 七神正教の七つの神性の一つ |
| ロス                       | ゲーム・オブ・スローンズに登場する北部出身の娼婦でピーター・ベイリッシュのスパイ。ドラマオリジナル。                                                                             |
| ロズリン・フレイ           | ウォルダー・フレイの娘。エドミュア・タリーの妻となる。 |
| ロック                     | ヴァーゴ・ホウトの代わりにゲーム・オブ・スローンズで登場するボルトン家の家臣。                                                                                                   |
| ロドリック・カッセル       | ウィンターフェルの武術指南役、城代。 |
| ロドリック・ハーロー       | グレイジョイ家の旗主。ハーロー島領主。アシャの叔父。ゲーム・オブ・スローンズには登場しない。                                                                                     |
| ロバート・バラシオン       | ターガリエン家の王朝を倒したバラシオン家当主。 |
| ロバート・アリン           | ジョン・アリンとライサの病弱な長男。ゲーム・オブ・スローンズではロビンと呼ばれる。                                                                                               |
| ロバート・ストロング       | クァイバーンによって再生させられ〈王の盾〉に加わったグレガー・クレゲインの別名。ゲーム・オブ・スローンズでは用いられない。                                                       |
| 〈ロバートの反乱〉         | 〈簒奪者の戦争〉。物語の15年前、ロバート、エダードらがターガリエン王朝を倒した反乱。                                                                                             |
| ロビン・アリン             | ロバート・アリンのゲーム・オブ・スローンズ内での名。ジョン・アリンとライサの長男。                                                                                               |
| ロブ・スターク             | エダード・スタークとキャトリンの長男〈北の王〉。 |
| ロベット・グローヴァー     | ディープウッド・モット(〈深林の小丘城〉)の領主。スターク家の旗主。 |
| ロミー                     | アリアとともに〈冥夜の守人〉になるため〈壁〉に向かうが殺される。 |
| ロラス                     | エッソスの北の諸島の港湾自由都市。 |
| ロラス・タイレル           | メイス・タイレルの末男(ゲーム・オブ・スローンズでは長男)〈花の騎士〉。 |
| ロリザ・サンド             | オベリン・マーテルの落とし子の娘である〈砂蛇〉の一人。エラリア・サンドの娘。ゲーム・オブ・スローンズには登場しない。                                                             |
| ロリス・ストークワース     | ブロンの妻となる貴族の娘。 |
| ロングクロウ               | ジオー・モーモントがジョン・スノウに贈ったヴァリリア鋼の剣。 |
| ロングシップ               | 鉄諸島で用いられる高速な船。 |

## わ行
| ワイマン・ビーズリー   | ヴィセーリス王の蔵相。 |
| ワイマン・マンダリー   | ホワイト・ハーバーの領主でスターク家の旗主。                                                                                       |
| 〈若きグリフ〉         | グリフと名乗るジョン・コニントンの息子の名前。正体はレイガー・ターガリエンの息子エイゴン。ゲーム・オブ・スローンズには登場しない。 |
| 「われら強大たるべし」 | タイレル家の標語。 |
| 「われら種を捲かず」   | グレイジョイ家の標語。 |
| 『われらは道を照らす』 | 『ハウス・オブ・ザ・ドラゴン』第一シーズン第五話の邦題。                                                                           |